# Богомил Христов
Богомил Христов е български футболист, полузащитник, състезател на Ботев (Гълъбово).

## Спортна биография
Започва кариерата си в ДЮШ на Септември Сф, а по-късно заиграва последователно в школата на Славия и ЦСКА, като на „Българска армия“ играе до преминаването си в основния състав, в края на 2012 година. Заиграва в първия състав на ЦСКА при треньора Милен Радуканов, има 5 мача за първия състав на ЦСКА през Сезон 2012/2013.
През лятото на 2013 година преминава в отбора на Славия, където треньор е Асен Букарев. Взима участие в няколко дербита, включително срещу ПФК Левски (София), ПФК ЦСКА (София) и ПФК Локомотив (София).
През 2015 г. играе за Спартак (Плевен).